# Disturbo di conversione
Il disturbo di conversione o isteria di conversione è un disturbo somatoforme che consiste nella presenza di sintomi causati da un conflitto psichico o emozionale, e convertiti inconsciamente in sintomi con caratteristiche simili a quelle di una malattia neurologica.
Si parla di conversione in quanto il paziente converte il conflitto psicologico in un'affezione fisica, con perdita di funzioni motorie o sensitive.
Il disturbo è stato studiato, tra gli altri, da Pierre Janet, Jean-Martin Charcot, Josef Breuer e Sigmund Freud.

## Descrizione
Si tratta di condizioni di difficile inquadramento diagnostico, in quanto possono compromettere il funzionamento di un organo, come nella cecità isterica, o portare alla paralisi, senza che possa essere accertata alcuna patologia con le metodiche d'indagine strumentale. Le diagnosi di conversione in una certa percentuale si rivelano poi malattie neurologiche: nel 50% dei casi in un follow-up di 7-11 anni (Slater e Glithero, 1965); 21% (Gatfield e Guze, 1962); 15% (Mace e Trimble, 1996).
I sintomi motori includono alterazioni della coordinazione e dell'equilibrio, paralisi localizzate, perdita della voce (afonia), difficoltà di deglutire o sensazione di nodo alla gola, ritenzione urinaria. I sintomi sensitivi comprendono invece perdita della sensibilità tattile o del dolore, cecità, sordità, allucinazioni, convulsioni.
L'esordio è acuto o sub-acuto ed è collegato a un evento a forte intensità emotiva, con un chiaro riferimento simbolico. L'età di esordio è giovanile, più comune nelle donne, la frequenza non è comune. Esistono fattori predisponenti (maltrattamenti, abusi) e fattori precipitanti (stress, conflitti, perdite).
Il trattamento è di tipo psicologico, con buon esito nella maggioranza dei casi (eventuali ricadute).